# 愛知県道2号豊橋渥美線

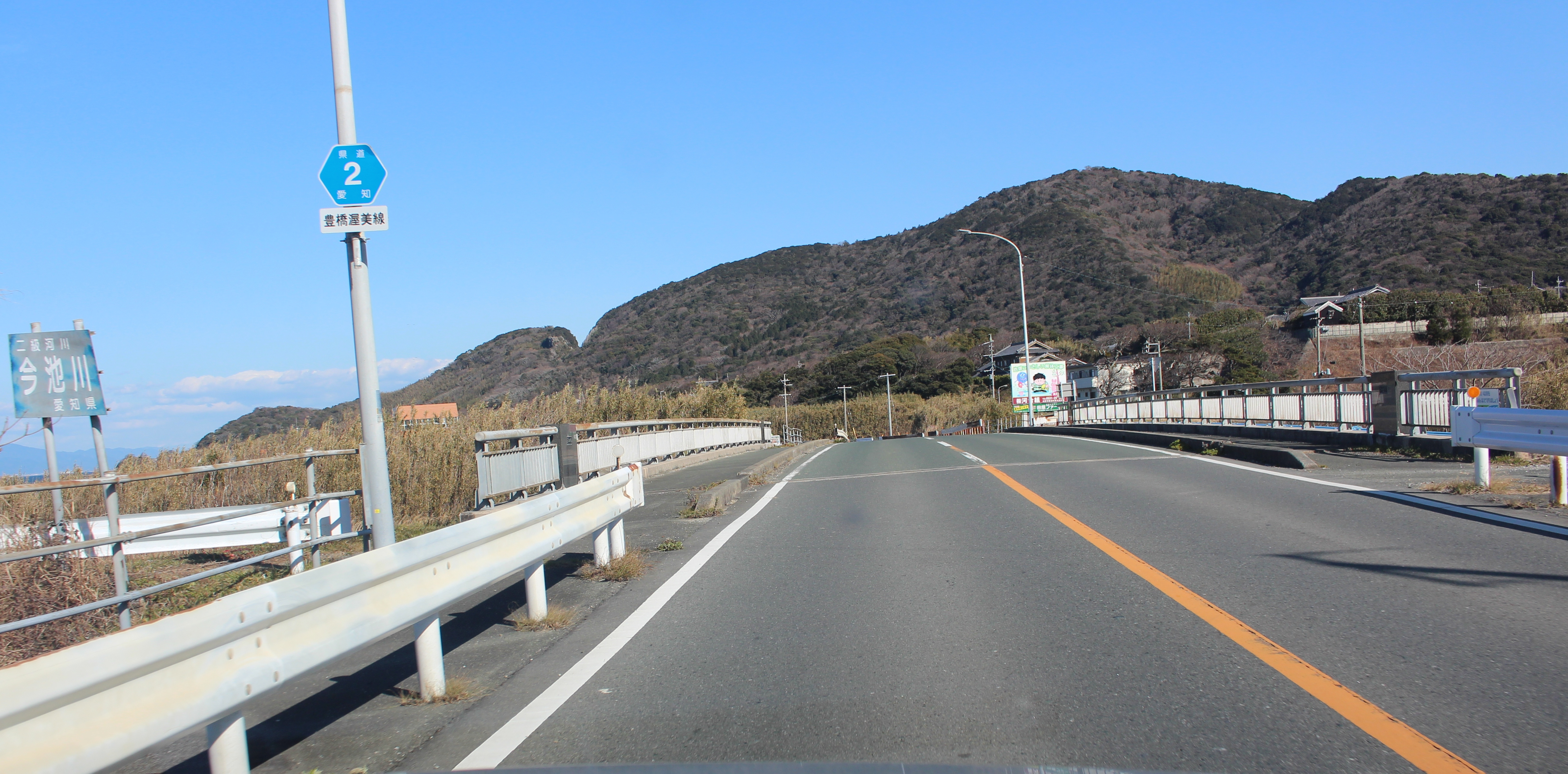
今池川に架かる橋、田原市、2016年2月

愛知県道2号豊橋渥美線（あいちけんどう2ごう とよはしあつみせん）は、愛知県豊橋市から同県田原市を結ぶ主要地方道（（愛知県道））である。豊橋港インターで国道23号と接続した後、三河湾沿いを走る。最終区間は渥美半島を横断し太平洋（遠州灘）岸で国道42号にぶつかり終点となる。

## 概要
沿線にはトヨタ自動車田原工場や三河港（明海埠頭）などがあることから日中、深夜を問わずトラックの通行量が多い。1993年（平成5年）までは現在の区間ではなく、現国道42号の遠州灘沿いを走る区間（愛知県内と静岡県湖西市の白須賀交差点までの区間が該当）が愛知・静岡県道2号（伊良湖岬白須賀線）として指定されていた。国道42号の浜松市への区間延長に伴い旧県道2号が国道に昇格したことにより、翌1994年（平成6年）に現在の道路が新しく愛知県道2号に指定された。

### 路線データ
- 起点：愛知県豊橋市富本町（国道259号交点）
- 終点：愛知県田原市堀切町（国道42号交点）
- 全長
  - 約42km（田原ふ頭経由）
  - 約40km（浦町経由）

## 沿革

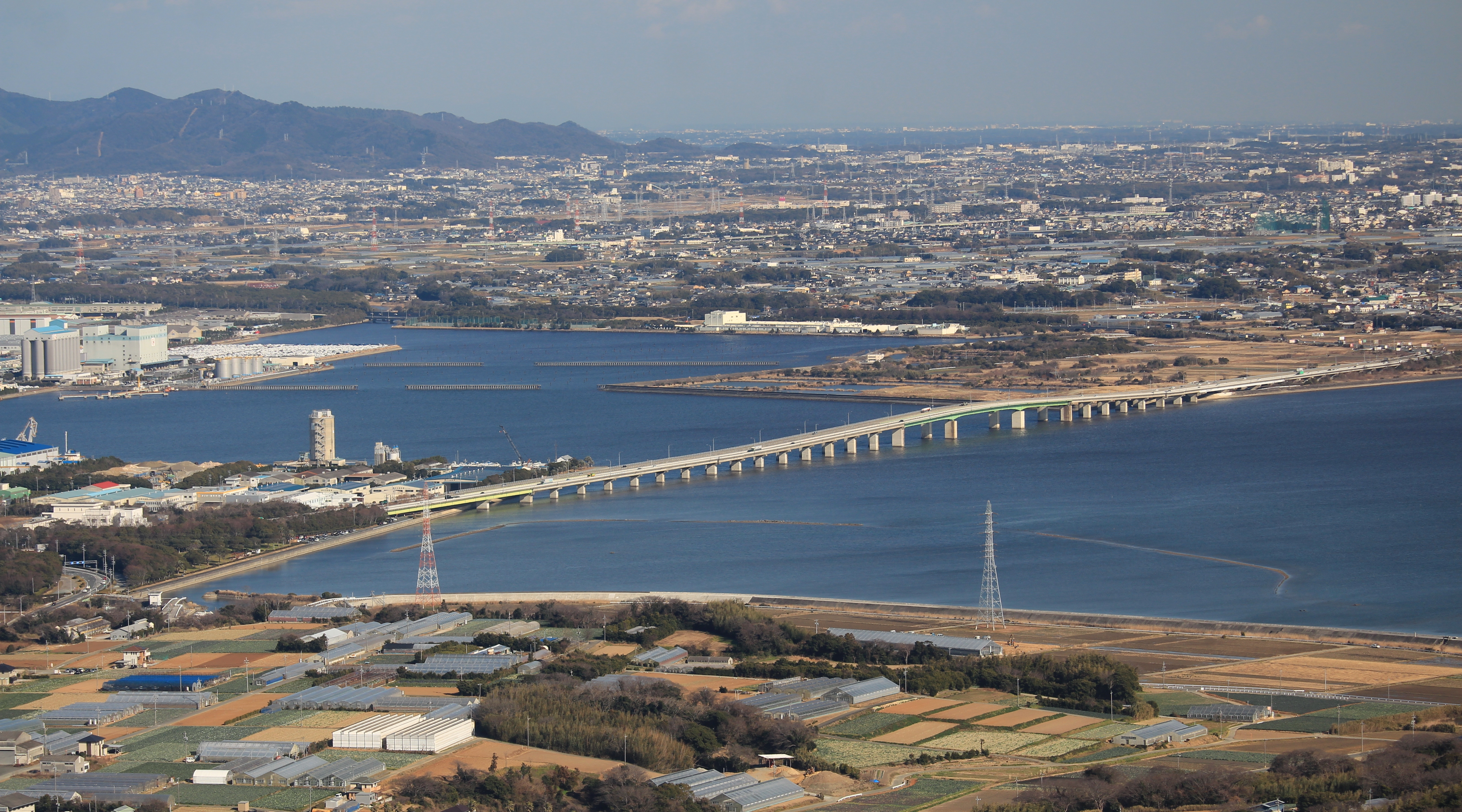
蔵王山から望む三河港大橋、2016年2月

- 1965年（昭和40年）11月29日 - 愛知県が主要地方道伊良湖岬白須賀線を認定。
- 1972年（昭和47年）
  - 4月1日 - 静岡県が主要地方道伊良湖岬白須賀線の整理番号を2へ変更。
  - 5月12日 - 愛知県が主要地方道伊良湖岬白須賀線の整理番号を2へ変更。
- 1982年（昭和57年） - 三河港大橋が2車線で開通[1]。
- 1994年（平成6年）4月1日 - それまでの主要地方道2号伊良湖岬白須賀線を、（旧）愛知県道412号豊橋田原線と（旧）愛知県道415号野田白谷神戸線の一部の経路に区間変更、改称して認定。静岡県道は2が欠番となる。
- 1996年（平成8年） - 三河港大橋の4車線化が完成[1]。
- 2008年（平成20年） - 三河港大橋の終端から「明海中央」交差点までの田原方面区間を片側3車線に拡幅。
- 2012年（平成24年）3月19日 - 「海軍橋」、「明海中央」交差点で「ムーブメント信号制御」の試験運用を開始[2]。

## 路線状況

### 別名
- 大崎街道（豊橋市）
- ベイブリッジウェイ（豊橋市）

### 重複区間
- 国道259号（田原市野田町・馬草口交差点 - 田原市保美町・保美交差点）

## 地理

### 通過する自治体
- 愛知県
  - 豊橋市 - 田原市

### 交差・接続する道路
- 国道259号（田原街道）（富本町交差点：丁字分岐）
- 愛知県道386号平井牟呂大岩線（福岡小南交差点）
- 豊橋市道一色町・王ヶ崎町1号線（保健センター南交差点：県道31号移設計画ルート）
- 愛知県道31号東三河環状線（東大山交差点）
- 国道23号（豊橋バイパス）（豊橋港IC、県道31号経由）
- 愛知県道388号大山豊橋停車場線（南陽通り）（大山交差点）
- 神野船渡埠頭臨港道路（海軍橋交差点）
- 愛知県道28号田原高松線（童浦小南交差点）
- 国道259号（馬草口交差点：丁字合流して保美交差点まで重複）
- 愛知県道419号赤羽根泉港線（国道重複区間、江比間交差点）
- 愛知県道398号高松石神線（国道重複区間、石神交差点）
- 愛知県道420号和地福江港線（国道重複区間、高田交差点）
- 愛知県道421号小中山保美線（保美交差点：当線と共に国道と交差・分岐）
- 愛知県道423号堀切中山線（堀切公民館前交差点：丁字分岐）
- 国道42号（表浜街道）（堀切交差点：交差）

### 沿線
- ほいっぷ（豊橋市保健所ほか）
- 三河港（豊橋港）明海埠頭
- 三河港大橋
- トヨタ自動車田原工場
- 三河湾（渥美湾）
- 福江港
- 渥美自然公園
- 渥美運動公園体育館